# Everglades National Park
Everglades National Park er en nationalpark og et verdensarvområde i delstaten Florida, USA. Parken forvaltes af den føderale National Park Service. Parken blev etableret 6. december 1947, og er på 6.104 km². De vigtigste naturattraktioner i nationalparken er den sydlige del af vådområdet Everglades i den amerikanske delstat Florida. Nationalparken dækker ca. 20% af det oprindelige vådområde. Hele Everglades er i dag på 20.000 km².
Everglades er den største subtropiske vildmark i USA.  Mangroveøkosystemet og flodmundingen er hjemsted for 36 beskyttede arter, herunder floridapanter, spidskrokodille og vestindisk manat.  Nogle områder er blevet udtørret og udviklet; genetableringsprojekter har til formål at genetablere økologien.
Everglades kom på UNESCOs liste over verdensarvsteder 24. oktober 1979. Området har mange sjældne planter og dyr. Området er specielt kendt for sine alligatorer.
Everglades har også siden 1987 været Ramsarområde.